# Rheintochter
Rheintochter je bila nemška raketa zemlja-zrak druge svetovne vojne. Obstajali so tudi prototipi rakete v izvedbi zrak-zrak.

## Zgodovina in razvoj
Začetki nemškega raketnega programa segajo v leto 1942. 25. septembra 1942 je namreč Hermann Göring izdal soglasje za razvoj štirih tipov raket zemlja-zrak, ki bi nadomestile protiletalsko artilerijo; nevodljivo raketo Taifun, samovodljivo raketo Enzian, ročno optično vodeni raketi Rheintochter in Schmetterling ter radarsko vodeno raketo Wasserfall. 
Razvoj rakete Rheintochter je prevzelo podjetje Rheinmetall-Borsig, z načrtovanjem pa so začeli novembra 1942. Prvi prototip, raketa Rheintochter R1 je bil zgrajen okoli dvostopenjskega motorja na trdo gorivo. Bojna glava je bila napolnjena s 136 kg eksploziva, vodenje pa je potekalo po žicah, ki jih je raketa odvijala med letom. Preko žic je operater pošiljal signal šestim premičnim krilom, nameščenim na sredini ovalnega trupa, za vertikalno stabilnost pa so poskrbela še krilca na nosu in repu rakete. Oparater je let rakete spremljal preko optičnih priprav na zemlji, bojno glavo pa je sprožil ročno. Za lažje spremljanje leta 10,3 metra visoke rakete so bile na konicah kril nameščene posebne bakle. Dolet rakete R1 je bil 8 km.
Testiranje rakete R1 so začeli avgusta 1943, ker pa motor na trdo gorivo ni zadostoval za doseganje višin nad 10 km, so v tovarni maja 1944 začeli izdelovati novo verzijo rakete, poimenovano Rheintochter R3. Ta raketa je bila izdelana okoli motorja na tekoče gorivo in je lahko dosegla višine do 12 km.
Skupaj so opravili 82 testnih izstrelitev raket Rheintochter in šest izstrelitev različice zrak-zrak pri čemer so samo štiri izstrelitve potekale neuspešno. Kljub temu raketa ni nikoli prišla v operativno rabo, projekt pa so prekinili februarja 1945.